# CYCLONE (曲)
CYCLONEは、日本のヴィジュアル系バンド、12012の1stシングル。2007年6月13日にリリース。
12012のメジャーデビューシングル。

## 作品情報
- 12012のメジャーデビューシングルで、『サイクロン』はゴンゾ制作アニメ『ロミオ×ジュリエット』の前期エンディングにタイアップされた。
- 2008年にはドラマ『Wild strawberry』のオープニングにもタイアップされた。
- 「サイクロン」は後日発売されたアルバム『DIAMOND』にリマスタリング音源として収録された。
- 今作の作詞は全て宮脇渉が手掛けている。
- キャッチコピーは「真実を失い、偽ることを覚えた現代社会に12012が投げかけたメッセージ」。
- 通常盤のみ『ロミオ×ジュリエット』のステッカー付き。

## 収録曲

### 初回盤A
1. サイクロン （作詞：宮脇渉 作曲：酒井洋明）
2. butterfly （作詞：宮脇渉 作曲：須賀憂介）

### 初回盤B
1. サイクロン （作詞：宮脇渉 作曲：酒井洋明）
2. butterfly （作詞：宮脇渉 作曲：須賀憂介）
3. ambience （作詞：宮脇渉 作曲：酒井洋明）

### 通常盤
1. サイクロン （作詞：宮脇渉 作曲：酒井洋明）
2. butterfly （作詞：宮脇渉 作曲：須賀憂介）
3. survival （作詞：宮脇渉 作曲：酒井洋明）

## 収録内容

### CD
サイクロン
- テーマは「真実」と「偽り」。
- 12012初のカタカナのみの曲名である。
- PVの冒頭に表示されるアーティスト名に12012のロゴが表示される最後の作品。

butterfly
- このシングルで唯一須賀憂介（現・勇介）が作曲した楽曲。
- 「CYCLONE」全タイプに収録されている。

ambience
- 「CYCLONE」の初回盤Bのみに収録されている。

survival
- 「CYCLONE」の通常盤のみに収録されている。

### DVD PV“サイクロン”
- 初回盤Aに付録され、PV“サイクロン”が収録されている。

## タイアップ
サイクロン
- GONZO制作アニメ『ロミオ×ジュリエット』前期エンディング（2007年4月 - ）
- テレビ朝日『Wild Strawberry』オープニング（2008年4月 - ）